# Головинский район
Голови́нский райо́н — район, расположенный  в Северном административном округе Москвы. Району соответствует внутригородское муниципальное образование муниципальный округ Головинский.

## Границы
Граница Головинского района проходит: по оси Ленинградского ш., далее по северной границе домовладения № 45 по Ленинградскому ш., оси Химкинского водохранилища, осям: безымянного проезда у южной границы парка Речного вокзала, Ленинградского ш., Флотской, Онежской, Фестивальной улиц, осям: Октябрьской ЖД и Малого кольца МЖД, осям: Михалковского путепровода, Михалковской ул., Головинского ш. до Ленинградского ш.

## История
В истории Головинского района переплелись истории трех сёл: Никольского, Головина и Михалкова. История каждого из них по-своему удивительна и неповторима.
О селе Никольском первые упоминания в документах появляются в 1498 году, а о селе Головино — в начале XVI столетия. Головино было культурным и духовным центром для московских дачников и паломников благодаря Казанской Головинской обители, построенной в конце XIX века.
Усадьба Михалково, которая была построена в XVII веке, принадлежала в своё время людям, оставившим немалый след в российской истории. Среди них и Екатерина Дашкова — участница дворцового переворота, приведшего на русский престол её тезку, императрицу Екатерину II, граф Н. И. Панин — вице-канцлер и воспитатель молодого наследника престола, генерал-аншеф П. И. Панин, участник русско-турецкой войны, внёсший в проект усадьбы идею реминисценций о покорённой крепости Бендеры. Существуют веские основания полагать, что автором проекта являлся В. И. Баженов.
Название района «Головинский», по мнению большинства историков и краеведов, происходит от прозвища первого местного землевладельца, боярина Ивана Ховрина — Голова.
После разрухи Смутного времени Головино поднимается довольно быстро. Причина проста: царь Михаил Федорович, первый из Романовых, полюбил Марию Хлопову — дочь Гавриилы Васильевича Хлопова, владельца этого имения. Однако интриги Салтыковых (родственников матери молодого царя) расстроили свадьбу, и всех Хлоповых либо сослали в Сибирь, либо лишили средств к существованию. Селение приходит в упадок.
За два с половиной века Головино несколько десятков раз меняет владельцев. Лишь в 1850 году здесь появляется типично помещичья усадьба — одноэтажный с парадного фасада и двухэтажный со двора главный дом, крытая терраса, длинный деревянный флигель, предназначенный для торжеств и балов. При входе в небольшую рощу была оранжерея, сразу же прославившаяся на всю округу своими персиковыми деревьями.
Владелица усадьбы в 1860—1870 годах, В. И. Головина, была человеком глубоко религиозным, давала приют странникам и богомольцам. И после её смерти в 1880 году здесь сначала устроили дом-богадельню, а спустя год — Казанскую религиозную православную женскую общину.
В 1882 году община построила церковь Казанской иконы Божьей Матери. Позже указом Александра III за общиной были закреплены окрестные земли, а в 1886 году Синод постановил переименовать общину в Казанский Головинский общежитейский монастырь. При монастыре открыли больницу, богадельню, школу. В Первую мировую войну сёстры-насельницы выхаживали раненых, собирали тёплые вещи и книги для воевавших.
Отношения с советской властью сначала были взаимно терпимые: в 1919 году в монастыре развернули госпиталь, и Наркомат здравоохранения выделял ежемесячно по 500 рублей на его содержание (впрочем, сумма по тем временам совсем символическая), но в 1922 году началась кампания по изъятию церковных ценностей и монастырь был разграблен большевиками.
В последний раз звенели колокола Головинского монастыря на Пасху в 1929 году. Послушниц распустили по домам, а сестёр выслали — кого в зону, а кого на стройки социализма. Монастырские помещения превратили в общежития, просуществовавшие до 1970 года, потом их снесли и построили 12-этажные дома. До нашего времени сохранилась лишь колокольня. Село Головино исчезло, но его название сохранилось в Головинском шоссе, Головинских прудах, а с 1991 года — в названии района.
В 1930-е годы началась промышленная застройка, чему способствовал ввод в действие канала им. Москвы. В 1960-х годах началась активная жилая застройка района.
В настоящее время это самый большой промышленный и жилой район в Северном округе города Москвы с хорошо развитой транспортной инфраструктурой.

## Население
| 2002     | 2010     | 2012     | 2013     | 2014     | 2015     | 2016     |
| -------- | -------- | -------- | -------- | -------- | -------- | -------- |
| 102 160  | ↘100 886 | ↗102 031 | ↗102 079 | ↗102 984 | ↗102 997 | ↗103 157 |
| 2017     | 2018     | 2019     | 2020     | 2021     | 2023     | 2024     |
| ↘103 064 | ↗103 148 | ↗103 197 | ↗103 573 | ↘103 419 | ↗104 554 | ↗106 612 |

### Национальный состав
По итогам переписи населения 2020 года проживали следующие национальности (национальности менее 0,1 % и другое, см. в сноске к строке «Другие»):
| Национальность | Численность, чел. | Доля     |
| -------------- | ----------------- | -------- |
| Русские        | 80 369            | 77,71 %  |
| Татары         | 567               | 0,55 %   |
| Украинцы       | 360               | 0,35 %   |
| Армяне         | 355               | 0,34 %   |
| Азербайджанцы  | 203               | 0,20 %   |
| Узбеки         | 188               | 0,18 %   |
| Евреи          | 163               | 0,16 %   |
| Таджики        | 160               | 0,15 %   |
| Грузины        | 157               | 0,15 %   |
| Черкесы        | 123               | 0,12 %   |
| Другие         | 20 774            | 20,09 %  |
| Итого          | 103 419           | 100,00 % |

## Инфраструктура
Территория района — 1089 га. На территории района находится станция метрополитена «Водный стадион», развита сеть наземного общественного транспорта. В районе функционируют 50 промышленных, строительных и транспортных предприятий (фабрика им. Петра Алексеева, ювелирный завод «Кристалл», заводы «Технолог», «Моссельмаш» и др.), несколько вузов (в т. ч. Московский государственный технический университет гражданской авиации) и НИИ (исследовательский центр им. М. В. Келдыша, автомоторный институт — НАМИ и др.) В районе 9 общеобразовательных школ, 13 детских дошкольных учреждений, школа-интернат, 4 колледжа, 1 детская музыкальная школа, 5 библиотек, Дом культуры «Онежский», современный центр культуры и искусства. Население района обслуживают 4 поликлиники, детская больница, 101 предприятие торговли, 26 — общественного питания, 30 предприятий службы быта, 3 продовольственных рынка.

## Парки, скверы и прогулочные зоны

### Парк усадьбы «Михалково»
Парк площадью 42,5 гектаров располагается на территории усадьбы «Михалково» (Михалковская ул., д. 38) вокруг Михалковских (Верхнего и Нижнего Михалковского прудов) и Головинских прудов (Верхнего, Большого и Малого Головинских прудов). Предположительно, название села Михалково, где располагалась усадьба, произошло от фамилии первого владельца из рода Михалковых – один из его представителей, Тиша Михалков, служил казначеем у брата Василия III Дмитрия. В XVIII веке усадьба была вотчиной князей Дашковых и Паниных, а с начала XIX века на территории усадьбы было развернуто суконное производство. От усадебных неоготических построек, спроектированных архитектором Василием Баженовым, сегодня сохранились только восточные и западные ворота, часть стены и жилых флигелей, а также две малые беседки-ротонды. Сегодня усадьба и ее парк являются объектом культурного наследия федерального значения. В части парка рядом с Михалковскими прудами установлена гипсовая скульптура – памятник Герою Советского Союза, партизанке Зое Космодемьянской. Семья Зои Космодемьянской проживала неподалёку от парка, в соседнем районе Коптево. Напротив памятника находится памятная плита ликвидаторам Чернобыльской аварии из Головинского района Москвы.
Парковая территория усадьбы состоит из лесного массива и рекреационных пространств. В 2017 году в парке прошло благоустройство. Михалковские пруды были очищены от иловых отложений, а две исторические башни-беседки возле Большого Головинского пруда – отреставрированы. Здесь же на набережной обустроили зону отдыха со светильниками в форме шаров и скамейками в виде шестиугольников. На Малом Головинском пруду также установили домики для водоплавающих птиц. В парке привели в порядок беседки и установили столы для пикников у прудов. В зеленой зоне были отремонтированы дорожки и аллеи, проложена велодорожка длиной 3,5 км. Для детей здесь обустроили три игровые площадки, а для спортсменов – пять спортивных зон, включая площадки для игры в волейбол и бадминтон. 

### Парк «Долина реки Лихоборки»
Парк площадью 29 гектаров протянулся вдоль реки Лихоборки и Лихоборской набережной от Кронштадтского бульвара до Лихачевского моста. Пришедшая в запустения территория была благоустроена в 2018 году. Здесь отремонтировали дорожки и построили деревянные смотровые площадки у реки, а также обустроили две воркаут-площадки и зону отдыха со скамейками и пуфами. В рамках благоустройства был обновлен Кронштадский бульвар, который является продолжением прогулочной зоны парка. На бульваре обустроили новые пешеходные дорожки с плиточным покрытием, а также разместили площадку для выгула собак. 

### Сквер у культурного центра «Онежский»
Сквер располагается у культурного центра «Онежский» по адресу: Флотская ул., д. 25. Его комплексно благоустроили в 2019 году. Здесь проложили дорожки с плиткой, установили топиарные скульптуры, новые скамейки, опоры освещения и, по просьбе жителей, разместили фонтан. Для детей в сквере располагаются три детские площадки, а для спортсменов – зоны для активного отдыха: две воркаут-площадки с турниками и тренажерами, столы для пинг-понга и пространство интеллектуального спорта – столы для игры в шахматы. Территория сквера была дополнительно озеленена – здесь обновили газон, высадили деревья и кустарники.  

## Транспорт

### Метро
В районе расположены станция метро  Водный стадион и станция  Лихоборы Московского центрального кольца.

### Автобусы
Через район проходят автобусные маршруты:
- № 22
- № 65
- № 70
- № 72
- № 90
- № 123
- № 139
- № 500
- № 565
- № 570
- № 594
- № 621
- № 698
- № 801